# Batalha de Tinchebray
A batalha de Tinchebray (grafias alternativas Tinchebrai ou Tenchebrai) foi travada em 28 de setembro de 1106, na cidade de Tinchebray (no atual departamento de Orne, França), Normandia, entre uma força invasora liderada pelo rei Henrique I de Inglaterra, e seu irmão mais velho Roberto Curthose, o Duque de Normandia. Cavaleiros de Henrique obtiveram uma vitória decisiva, capturando Roberto e aprisionando-o na Inglaterra (no Castelo de Devizes) e, em seguida, no País de Gales até sua morte (no Castelo de Cardiff).
No ano anterior, Henrique tinha invadido a Normandia, capturando Bayeux e Caen. Foi forçado a interromper sua campanha devido a problemas políticos decorrentes da Controvérsia das Investiduras. Com estes resolvido, voltou para a Normandia, na primavera de 1106. Depois de tomar rapidamente a abadia fortificada de Saint-Pierre-sur-Dives (perto de Falaise), Henrique virou para o sul e cercou o castelo de Tinchebray, em uma colina acima da cidade. Tinchebray está na fronteira do condado de Mortain, no sudoeste da Normandia, e foi realizada por Guilherme, conde de Mortain, que era um dos poucos importantes barões normandos ainda leais a Roberto. Duque Roberto então trouxe suas forças para romper o cerco e, depois de algumas negociações infrutíferas, decidiu que uma batalha em campo aberto era sua melhor opção.
O exército de Henrique foi organizado em três grupos. Os dois principais eram comandados por Ranulfo de Bayeux, Roberto de Beaumont, 1º conde de Leicester, e Guilherme de Warenne, 2° conde de Surrey. Além disso, tinha uma reserva, comandada por Elias I do Maine, fora da vista no flanco. Também do lado de Henrique estavam Alano IV, duque da Bretanha, Guilherme, conde de Évreux, Ralfo de Tosny, Roberto de Montfort, e Robert de Grandmesnil. No lado de Roberto Curthose estavam Guilherme, conde de Mortain, e Roberto de Bellême, 3° conde de Shrewsbury.
A batalha em si durou apenas uma hora. Notavelmente, Henrique ordenou grande parte de sua força de cavaleiros para desmontar, como ele mesmo fez: incomum para normandos, táticas de batalha de infantaria desempenharam um papel decisivo. O conde de Évreux investiu na linha da frente, compreendendo tropas de Bayeux, Avranches e o Cotentin. A intervenção da reserva do rei inglês foi decisiva. A maioria do exército de Roberto foi capturada ou morto. Além do próprio Roberto, os capturados incluem Edgar, o Atelingo (tio da esposa de Henrique), e Guilherme, conde de Mortain. Roberto de Bellême, comandando a retaguarda de Roberto, virou as costas e conduziu o retiro para salvar a si mesmo da captura ou morte. A maioria dos prisioneiros foram libertados, mas Roberto Curthose e Guilherme de Mortain passaram o resto de suas vidas em cativeiro. O duque normando teve um filho legítimo, Guilherme Clito, cujas pretensões ao ducado da Normandia levou a várias rebeliões que continuou pelo resto do reinado de Henrique.

## Na ficção
A batalha é retratada no romance de ficção histórica de Rosemary Sutcliff Knight's Fee, de 1960.